# Emil Probszt von Ohstorff
Emil svobodný pán Probszt von Ohstorff (7. května 1838 Košice – 18. listopadu 1913 Štýrský Hradec) byl rakousko-uherský generál. V c. k. armádě sloužil od roku 1857 a zúčastnil se několika válek, později několik let mimo jiné strávil u posádek v Praze. Svou kariéru završil jako velitel 12. armádního sboru (1896–1905). V roce 1898 dosáhl hodnosti polního zbrojmistra a v roce 1905 byl povýšen na barona.

## Životopis
Byl synem c. k. podplukovníka Wilhelma Probszta povýšeného v roce 1870 do šlechtického stavu. Emil studoval v letech 1850–1857 na Tereziánské vojenské akademii ve Vídeňském Novém Městě a jako poručík vstoupil do aktivní služby k pěšímu pluku č. 34. V hodnosti nadporučíka se jako pobočník velitele armádního sboru zúčastnil války se Sardinií (1859). Jako štábní důstojník Severní armády v hodnosti kapitána u 3. hulánského pluku se zúčastnil v roce 1866 prusko-rakouské války. V letech 1870–1873 působil v císařské vojenské kanceláři. V roce 1873 byl povýšen na majora a sloužil u 11. husarského pluku. Od roku 1876 byl v hodnosti podplukovníka štábním důstojníkem 9. pěší divize v Praze, odkud byl později převelen do Košic. V roce 1879 byl povýšen na plukovníka a v letech 1881–1885 byl šéfem štábu armádního sboru ve Štýrském Hradci.
V roce 1885 dosáhl hodnosti generálmajora a stal se velitelem 24. pěší brigády v Krakově, odkud byl převelen k 12. pěší brigádě ve Štýrském Hradci (1887–1888) a následně velel 53. pěší brigádě v Terstu (1888–1890). V roce 1890 byl povýšen do hodnosti polního podmaršála a dalších šest let strávil v Praze jako velitel 9. pěší divize (1890–1896). Nakonec v letech 1896–1905 zastával funkci velitele 12. armádního sboru v Sibiu. V roce 1898 dosáhl druné nejvyšší armádní hodnosti polního zbrojmistra. K datu 1. srpna 1905 byl penzionován, později ještě obdržel titulární hodnosti generála pěchoty.

## Tituly a ocenění
Od roku 1870 spolu s otcem užíval šlechtický titul. Jako velitel armádního sboru obdržel v roce 1897 titul c. k. tajného rady s nárokem na oslovení Excelence. Od roku 1897 byl také čestným majitelem pěšího pluku č. 51. Při příležitosti odchodu do penze byl v roce 1905 povýšen do stavu svobodných pánů. Během vojenské kariéry získal také několik ocenění, byl nositelem Řádu železné koruny I. třídy, rytířem Leopoldova řádu, držitelem Vojenského záslužného kříže a Vojenské záslužné medaile. Dále byl nositelem několika zahraničních vyznamenání, pruského Řádu koruny I. třídy, Řádu württemberské koruny I. třídy a komandérem Řádu rumunské hvězdy.

## Rodina
V roce 1875 se ve Štýrském Hradci oženil s Mariannou Gasteigerovou von Rabenstein (1853–1888). Z manželství se narodily dvě děti. Dcera Valerie (1876–1951) se provdala za plukovníka barona Wilhelma Reichlina von Meldegg (1876–1947). Syn Günther (1887–1973) byl důstojníkem c. k. armády, později se uplatnil jako spisovatel a byl autorem řady odborných prací z oboru historie a numismatiky ve vztahu k rakouským zemím.